# Výklenková kaple (Libeň)
Výklenková kaple v Libni v Praze se nachází v severní části prostranství při křížení ulic U Rokytky a Stejskalovy na parc. č. 2709. Od roku 2016 je chráněna jako nemovitá kulturní památka České republiky.

## Historie
Výklenková kaple pochází pravděpodobně z druhé poloviny 19. století.

## Popis
Jednoduchá omítnutá zděná stavba na mírně obdélném půdoryse je kryta sedlovou stříšku. Krytinu tvoří pravděpodobně keramické desky nebo pálené cihly, překryté hladkou omítanou vrstvou. Na fasádě jsou patrné vrstvy omítek v různých barevných odstínech. Průčelí kaple je lemováno lizénovým rámcem, který pod štítem přechází do římsy. Kaple má ve štítě drobný okrouhlý okulus, níže pak půlkruhově zaklenutou niku s menzou. Na hřebeni stříšky je osazen kamenný křížek. Vstup je uzavřen novodobým laťkovým plotem s vrátky. Na kapličku v přední části navazuje mladší betonové schodiště s jednoduchým kovovým trubkovým zábradlím.

## Další informace
Podoba kaple je variací kaplí poutní cesty z Prahy do Staré Boleslavi mimo její hlavní trasu.